# Малый Изылы
Малый Изылы — река в России, протекает по Новосибирской области. Устье реки находится в 204 км по левому берегу реки Иня. Длина реки составляет 85 км, площадь водосборного бассейна 651 км².

## Притоки
- Барнай
- Харитонов Ключ
- Курундус
- 44 км: Большая Успесь
- Сурьи
- Каменка
- Барсучиха

## Данные водного реестра
По данным государственного водного реестра России относится к Верхнеобскому бассейновому округу, водохозяйственный участок реки — Иня, речной подбассейн реки — бассейны притоков (Верхней) Оби до впадения Томи. Речной бассейн реки — (Верхняя) Обь до впадения Иртыша.